# Ron Stam
Ron Theodorus Stam (ur. 18 czerwca 1984 w Bredzie) – holenderski piłkarz, występujący na pozycji obrońcy. Obecnie jest zawodnikiem Standard Liège.

## Kariera
Stam jako junior grał w NAC Breda, Feyenoordzie oraz ponownie NAC, do którego powrócił w 2002 roku. W pierwszej drużynie NAC zadebiutował 25 maja 2003 w wygranym przez jego zespół 4-0 pojedynku z AZ Alkmaar, rozegranym w ramach rozgrywek Eredivisie. Było to jednak jedyne spotkanie rozegrane przez niego w sezonie 2002/2003. Na jego koniec zajął z klubem czwarte miejsce w lidze i awansował do Pucharu UEFA. NAC odpadło jednak z niego w pierwszej rundzie, po porażce w dwumeczu z Newcastle United. Od początku sezonu 2003/2004 częściej grywał w pierwszym zespole Bredeńczyków i przez cały sezon rozegrał tam 21 spotkań. Strzelił także jednego gola, który był jego pierwszym w ligowej karierze. Bramkę tą zdobył 23 sierpnia 2003 w wygranym przez NAC 2-0 ligowym meczu z SBV Vitesse. W 2008 roku jego klub zajął trzecie miejsce w Eredivisie. Jednak po przegranych barażach nie awansował do europejskich pucharów. Latem tego samego roku Stam odszedł z klubu. W sumie w barwach NAC rozegrał 122 spotkania i strzelił 4 gole.
W lipcu 2008 za kwotę 2,5 miliona euro trafił do innego pierwszoligowca - FC Twente. Pierwszy występ w jego barwach zanotował 13 września 2008 w zremisowanym 1-1 ligowym meczu z NEC Nijmegen. W sezonie 2008/2009 jego klub dotarł do 1/16 finału Puchar UEFA, ale zostało tam pokonane po rzutach karnych przez Olympique Marsylia. W sezonie 2008/2009 Stam wywalczył z klubem wicemistrzostwo Holandii. W 2012 roku przeniósł się do Anglii, a konkretnie do klubu Wigan Athletic.